# Cathédrale de Nicosia
Cette  cathédrale n’est pas la seule cathédrale Saint-Nicolas.
La basilique-cathédrale Saint-Nicolas-de-Bari de Nicosia (en italien : Basilica Cattedrale di San Nicola di Bari) est une église catholique romaine de Nicosia, en Italie. Il s'agit de la cathédrale du diocèse de Nicosia. Elle est dédiée à saint Nicolas.

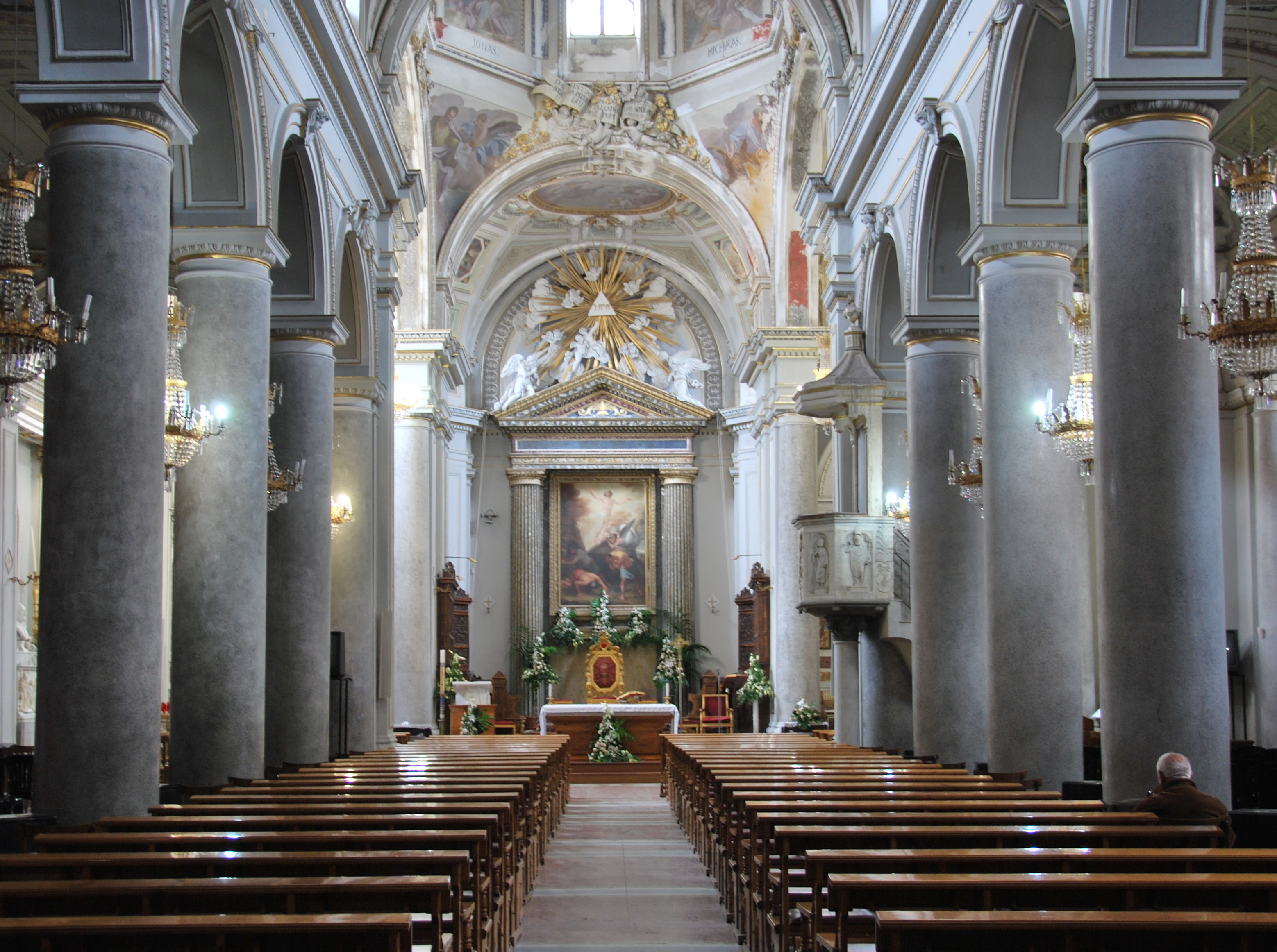
L'intérieur de l'église.